# Арнакија
Арнакија (мкд. Арнакија) је насеље у Северној Македонији, у северном делу државе. Арнакија припада градској општини Сарај града Скопља. 

## Географија
Арнакија је смештено у северном делу Северне Македоније. Од најближег већег града, Скопља, насеље је удаљено 15 km западно.
Насеље Арнакија је у крајње југозападном делу историјској области Скопско поље, у долини реке Суводолице. Јужно од насеља издиже се Сува гора. Надморска висина насеља је приближно 330 метара.
Месна клима је континентална.

## Становништво
Арнакија је према последњем попису из 2002. године имала 1.063 становника.
Претежно становништво у насељу су Албанци (98%), а остало су махом Бошњаци.
Већинска вероисповест је ислам.